# استفتاء سلهت (1947)
أُجري استفتاء سلهت عام 1947 في منطقة سلهت بمقاطعة آسام في الهند البريطانية لتقرير ما إذا كانت المقاطعة ستبقى في ولاية آسام غير المقسمة وبالتالي داخل اتحاد الهند بعد الاستقلال أو ترك آسام والانضمام إلى البنغال الشرقية وبالتالي الانضمام إلى دومينيون باكستان. كان هنكا إقبال كبير على الاستفتاء واختار أغلب السكان الانضمام إلى باكستان. لكن ظل تقسيم كريمجانج الفرعي داخل ولاية آسام الهندية.

## التاريخ
وصل البريطانيين إلى المنطقة في أواخر القرن الثامن عشر وكانت سلهت ساركار وقتها جزءًا من صوبة البنغال التابعة لسلطنة مغول الهند. أُدمجت سلهت في البداية تحت رئاسة البنغال التابعة لشركة الهند الشرقية.، أصبحت سلهت جزءًا من مقاطعة آسام غير المنظمة (الحدود الشمالية الشرقية) في 16 فبراير 1874 لتسهيل تنمية التجارية في آسام. حدث هذا النقل على وجود مذكرة احتجاج قدمها سكان المقاطعة من هندوس ومسلمين إلى نائب الملك اللورد نورثبروك في 10 أغسطس. هدأت هذه الاعتراضات والاحتجاجات على النقل عندما زار نورثبروك سلهت ليطمئن الناس بأن التعليم والعدالة سيُداران من مدينة كلكتا في البنغال، وكذلك عندما أدرك زميندار الهندوس في سلهت فرصة العمل الكبيرة في مزارع الشاي في آسام وسوق لمنتجاتهم.
دمجت سلهت مؤقتًا مع شرق البنغال وآسام بعد التقسيم الأول للبنغال في عام 1905 لتكون جزء من قسم وادي سورما ومناطق التلال في المقاطعة الجديدة. لكن هذا الدمج لم يدم طويلًا إذ انفصلت سلهت عن البنغال مجددًا في عام 1912. بدأت منظمات مثل جمعية سيلهيت الشعبية ورابطة سيلهيت البنغال ريونيون بحلول عام 1920 في تعبئة الرأي العام لكي يطالب بإعادة دمج سلهت مع البنغال. لكن عارض قادة رابطة ريونيون، بمن فيهم محمد بخت موزومدار وسيد عبد المجيد اللذان كانا يعملان في تجارة الشاي بآسام، نقل سلهت وكاتشار إلى البنغال في سبتمبر 1928 في مؤتمر مسلمي وادي سورما بدعم من جمعية أنجومان الإسلامية ورابطة الطلاب المسلمين بقيادة عبد المجيد.

## الخلفية

إقليم سلهت في بنغلاديش الحالية

كان مقررًا أن تُقسم الهند على أسس دينية في أغسطس 1947، فستشكل المناطق ذات الأغلبية المسلمة دولة باكستان الجديدة، بينما تبقى المناطق ذات الأغلبية الهندوسية وغير المسلمة ضمن الهند. كانت سلهت منطقة مسلمة ناطقة بالسيلهيتية في ولاية آسام ذات الأغلبية الهندوسية الناطقة بالآسامية، اعتقدت حكومة آسام بأن تقسيمها سيجعل الولاية أكثر تجانسًا. أعلن رئيس وزراء ولاية آسام جوبيناث بوردولوي في عام 1946عن رغبته في "تسليم سلهت إلى البنغال الشرقية". أعلن الراج البريطاني في 3 يوليو 1947 عن إجراء استفتاء في 6 يوليو 1947 لتحديد مستقبل سلهت، وتعيين H. C. Stock مفوض للاستفتاء. وأن يقود العميد موهيندر سينغ شوبرا "قوة سيلهيت" التي أُنشئت لضمان سير الاستفتاء بسلام، ولذلك لم تحدث أعمال شغب أو قتل خلال تلك الفترة.

## النتائج

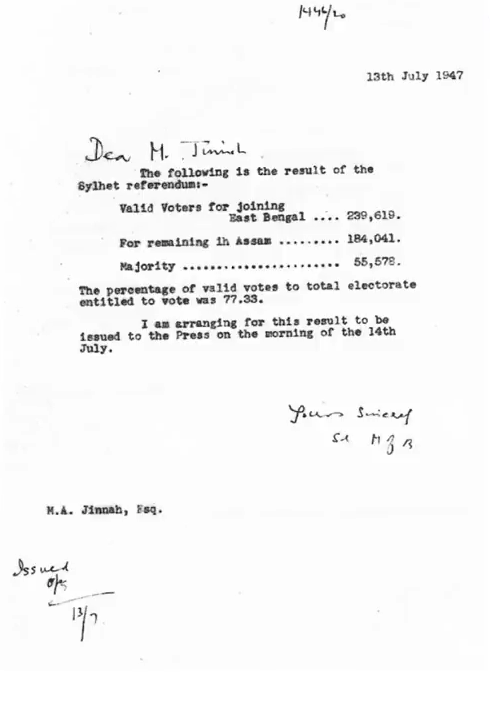
نتائج استفتاء سلهت

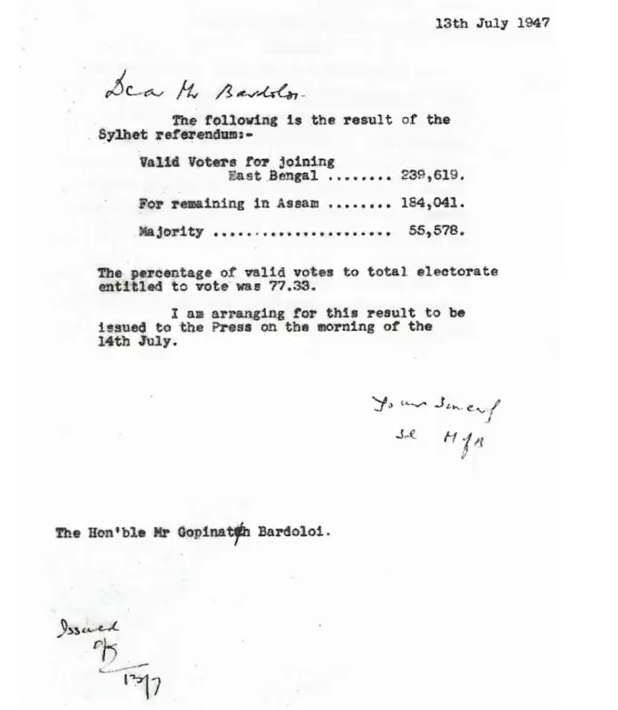
نتائج استفتاء سلهت

صوتت الأغلبية الساحقة من السكان للانضمام إلى باكستان وتم ذلك بموجب المادة 3 من قانون استقلال الهند الصادر في 18 يوليو 1947. نُشر خط رادكليف في 17 أغسطس 1947 والذي أعطى بعض مناطق سهلت - بالأخص كاريمجانج - إلى الهند رغم أن كاريمجانج كانت ذات أغلبية مسلمة فضلت الانضمام إلى باكستان، انضمت باقي مناطق سلهت إلى البنغال الشرقية، وضمت منطقة مولفيبازار إلى البنغال الشرقية رغم أن سكانها فضلوا الانضمام إلى الهند في البنغال الشرقية. 
أخذت الهند ثلاث مقاطعات ونصف من منطقة سلهت. كان من المفترض أن تنضم زاكيجانج إلى الهند المستقلة، لكن ذلك منع بجهود وفد بقيادة الشيخ مجيب الرحمن. بالتالي انضمت معظم منطقة سلهت إلى باكستان الشرقية، التي أصبحت لاحقًا دولة بنغلاديش المستقلة في عام 1971 بعد حرب التحرير البنغلاديشية. استقبل السكان الآساميون نتيجة الاستفتاء بترحاب كبير.
| المقاطعة                   | الذين يحق لهم التصويت | الذين صوتوا | نسبة الإقبال | الأصوات                   | الأصوات | الأصوات                                | الأصوات |
| المقاطعة                   | الذين يحق لهم التصويت | الذين صوتوا | نسبة الإقبال | الانضمام إلى آسام (الهند) | %       | الانضمام إلى البنغال الشرقية (باكستان) | %       |
| -------------------------- | --------------------- | ----------- | ------------ | ------------------------- | ------- | -------------------------------------- | ------- |
| Sylhet North [الإنجليزية]  | 141,131               | 107,252     | 76.00        | 38,871                    | 36.24   | 68,381                                 | 63.76   |
| Sylhet South(Maulvi Bazar) | 79,024                | 65,189      | 82.49        | 33,471                    | 51.34   | 31,718                                 | 48.66   |
| Habiganj                   | 135,526               | 91,495      | 67.51        | 36,952                    | 40.39   | 54,543                                 | 59.61   |
| Sunamganj                  | 90,891                | 77,926      | 85.74        | 34,211                    | 43.90   | 43,715                                 | 56.10   |
| Karimganj                  | 100,243               | 81,798      | 81.60        | 40,536                    | 49.56   | 41,262                                 | 50.44   |
| المجموع                    | 546,815               | 423,660     | 77.48        | 1,84,041                  | 43.44   | 2,39,619                               | 56.56   |